# Петер Лоша
Петер Лоша (алб. Pjetër Losha, серб. Peter Ljoša; ум. 1374, Арта) — албанский военачальник и первый деспот Арты, вначале, в качестве вассала царя Эпира и Фессалии Симеона Уроша (1359—1366).

## Биография
Происхождение и дата рождения Петера Лоши неизвестны. Албанские историки считают его албанцем, другие считали, что он происходил из влахов.
В первой половине XIV века наемники и рейдеры заполонили западную часть Византии, главным образом Эпир и Фессалию. Они были известны на греческом языке как албанцы, из их области происхождения, но они также включали и влахов.
В 1358 году албанцы и влахи захватили южную часть Эпира: Акарнанию и Этолию. В 1359 году деспот Эпира Никифор II Орсини пытался восстановить контроль в регионе, но потерпел поражение и погиб в битве у Ахелооса в Этолии. Это позволило албанцам основать два государства: Артский деспотат во главе с Петером Лошей и Деспотат Ангелокастрон и Лепанто во главе с его родственником Гин Буа Шпатой.. Новый правитель Эпира и Фессалии, принявший титул царя, сербский аристократ Симеон Урош признал их власть, и в благодарность албанцам за их помощь в сербских походах против Никифора II на Фессалию и Эпир, царь даровал правителям обоих государств титул деспота.
В 1366 году Симеон Урош передал престол Эпира Фоме II Прелюбовичу, оставив себе лишь Фессалию. Правление Фомы II началось с новых военных действий в регионе в 1367—1370 гг.. Прелюбович рассчитывал захватить Арту, которая изначально была столицей эпирских правителей. Однако намеченных целей добиться не удалось. Более того, армии Петере Лоши удалось устраивать разорительные набеги на Эпир и осадить Янину, столицу Фомы II, которая стала находиться под постоянной осадой войск Лоши. Перемирие было подписано, когда сын Петера Иоанн был обручен с дочерью Прелюбовича Ириной.
Петер Лоша умер в 1374 году от охватившей Арту чумы. Его государство было объединено с деспотатом Ангелокастрон и Лепанто под началом родственника Лоши Гин Буа Шпаты.

## Семья
У Петера Лоши было как минимум два сына Гин Лоша (alb. «Gjin» или «Gjon») и Иоанн, который женился на Ирине Прелюбович, дочери Фомы II.